# Strobilanthes involucratus
Strobilanthes involucratus är en akantusväxtart som beskrevs av Carl Ludwig von Blume. Strobilanthes involucratus ingår i släktet Strobilanthes och familjen akantusväxter. Utöver nominatformen finns också underarten S. i. tjibodensis.